# Nati il 21 settembre
| Questa pagina contiene informazioni ricavate automaticamente dalle voci biografiche con l'ausilio del template Bio e di un bot. L'aggiornamento è periodico e automatico e ricostruisce completamente la pagina. Se manca una persona in questa lista, sei pregato di non aggiungerla, ma accertati piuttosto che la sua voce biografica contenga il template Bio e che i dati anagrafici siano correttamente compilati. Se il template Bio manca, inseriscilo tu stesso o, in alternativa, metti l'avviso {{tmp\|Bio}} che ne segnala la mancanza. Se i dati riportati sono sbagliati, correggi direttamente la voce biografica; le modifiche saranno visibili in questa lista entro pochi giorni. Per chiarimenti vedi il progetto biografie. La lista contiene solo le 1.226 persone che sono citate nell'enciclopedia e per le quali è stato implementato correttamente il template Bio. Pagina aggiornata al 17 ago 2025. |

## XI secolo(1)
- 1051 - Berta di Savoia, imperatrice e regina († 1087)

## XII secolo(1)
- 1154 - Sancha di Castiglia, regina († 1208)

## XIV secolo(1)
- 1371 - Federico I di Brandeburgo, nobile tedesco († 1440)

## XV secolo(8)
- 1407 - Leonello d'Este, marchese († 1450)
- 1411 - Riccardo Plantageneto, III duca di York, nobile britannico († 1460)
- 1415 - Federico III d'Asburgo, re († 1493)
- 1428 - Jingtai, imperatore cinese († 1457)
- 1452 - Girolamo Savonarola, religioso, politico e predicatore italiano († 1498)
- 1457 - Edvige Jagellone, principessa polacca († 1502)
- 1477 - Mathias Zell, teologo tedesco († 1548)
- 1490 - Galvarino, militare nativo americano († 1557)

## XVI secolo(12)
- 1516 - Matthew Stuart, nobile scozzese († 1571)
- 1519 - Ugolino Martelli, umanista e vescovo cattolico italiano († 1592)
- 1524 - Bernardo Canigiani, letterato e ambasciatore italiano († 1604)
- 1552 - Barbara Longhi, pittrice italiana († 1638)
- 1559 - Cigoli, pittore, architetto e scultore italiano († 1613)
- 1561 - Edward Seymour, visconte Beauchamp, nobile inglese († 1612)
- 1562 - Vincenzo I Gonzaga, generale e collezionista d'arte italiano († 1612)
- 1563 - Enrico di Joyeuse, nobile francese († 1608)
- 1571 - Giovanni Battista Magnani, architetto italiano († 1653)
- 1571 - Alfonso Navarrete, missionario spagnolo († 1617)
- 1579 - Rambaldo XIII di Collalto, condottiero italiano († 1630)
- 1595 - Cristoforo Giarda, vescovo cattolico italiano († 1649)

## XVII secolo(24)
- 1604 - Angelo Michele Colonna, pittore italiano († 1687)
- 1606 - Giulio Cesare Sorrentino, librettista e commediografo italiano
- 1610 - Vettor Grimani Calergi, nobiluomo e criminale italiano († 1665)
- 1622 - Stanisław Solski, matematico, architetto e gesuita polacco († 1701)
- 1623 - Jean-Boniface Festaz, filantropo e politico italiano († 1682)
- 1629 - Philip Howard, cardinale e vescovo cattolico britannico († 1694)
- 1638 - Philippe de Courcillon, ufficiale e scrittore francese († 1720)
- 1640 - Filippo I di Borbone-Orléans, principe francese († 1701)
- 1645 - Louis Jolliet, esploratore francese († 1700)
- 1649 - Robbert Duval, pittore, incisore e decoratore olandese († 1732)
- 1653 - Alfonso de Aguilar, cardinale spagnolo († 1699)
- 1661 - Carlo Donelli, pittore italiano († 1715)
- 1664 - Sinibaldo Doria, cardinale e arcivescovo cattolico italiano († 1733)
- 1666 - Johannes De Peyster, politico statunitense († 1711)
- 1669 - Pietro Ercole Fava, pittore italiano († 1744)
- 1671 - Marco Antonio Raimondi, vescovo cattolico italiano († 1732)
- 1673 - Jean-Aimar Piganiol de La Force, scrittore e geografo francese († 1753)
- 1685 - Nicolò Tron, politico, imprenditore e agronomo italiano († 1771)
- 1689 - Jan Branicki, nobile e politico polacco († 1771)
- 1693 - Maria Anna di Oettingen-Spielberg, principessa († 1729)
- 1693 - Thomas Secker, arcivescovo anglicano inglese († 1768)
- 1694 - Alessandro Teodoro Trivulzio, nobile e politico italiano († 1763)
- 1695 - Ferdinando Colonna di Stigliano, II principe di Sonnino, nobile italiano († 1775)
- 1698 - François Francœur, compositore, direttore d'orchestra e violinista francese († 1787)

## XVIII secolo(45)
- 1706 - Polissena d'Assia-Rheinfels-Rotenburg, principessa († 1735)
- 1708 - Matteo Gennaro Testa Piccolomini, arcivescovo cattolico italiano († 1782)
- 1712 - Stefano Raffei, filologo, numismatico e gesuita italiano († 1788)
- 1713 - Domingo de Bonechea, esploratore spagnolo († 1775)
- 1717 - Orazio Albani, II principe di Soriano nel Cimino, nobile italiano († 1792)
- 1722 - Gerolamo Dandolfi, vescovo cattolico italiano († 1789)
- 1722 - Gisella Agnese di Anhalt-Köthen, principessa († 1751)
- 1722 - Ferdinand Tige, militare e politico ungherese († 1811)
- 1726 - Jovan Rajić, storico, teologo e docente serbo († 1801)
- 1737 - Francesco Alberti di Villanova, linguista italiano († 1801)
- 1738 - Michelangelo Cambiaso, doge e politico († 1813)
- 1739 - Maria Dorotea di Braganza, principessa portoghese († 1771)
- 1744 - Giacomo Quarenghi, architetto e pittore italiano († 1817)
- 1748 - Nicolas Chambon, medico e politico francese († 1826)
- 1752 - Giuseppe Rosati, medico, agronomo e matematico italiano († 1814)
- 1756 - John Loudon McAdam, ingegnere scozzese († 1836)
- 1756 - Robert Shirley, VII conte Ferrers, nobile britannico († 1827)
- 1757 - James Jackson, politico e generale statunitense († 1806)
- 1758 - Antoine-Isaac Silvestre de Sacy, orientalista, linguista e traduttore francese († 1838)
- 1760 - Ivan Ivanovič Dmitriev, poeta e politico russo († 1837)
- 1760 - Olof Swartz, naturalista e botanico svedese († 1816)
- 1760 - Gaetano Valeri, organista e compositore italiano († 1822)
- 1766 - Antonio Granata, pittore italiano († 1818)
- 1768 - Louis Emmanuel Jadin, compositore francese († 1853)
- 1768 - Pietro Scotti, pittore italiano († 1838)
- 1769 - Mathurin-Léonard Duphot, generale francese († 1797)
- 1770 - Raffaele Albertolli, pittore, incisore e stuccatore svizzero († 1812)
- 1770 - Paolo Mazzetti di Saluggia, nobile italiano († 1830)
- 1771 - François-Joseph-Philippe de Riquet, nobile francese († 1843)
- 1776 - Luigi Biondi, scrittore e archeologo italiano († 1839)
- 1776 - John Fitchett, poeta inglese († 1838)
- 1778 - Carl Ludwig Koch, entomologo e aracnologo tedesco († 1857)
- 1779 - Castruccio Castracane degli Antelminelli, cardinale e vescovo cattolico italiano († 1852)
- 1784 - Carl Thomas Mozart, funzionario austriaco († 1858)
- 1788 - Guglielmina di Baden, duchessa († 1836)
- 1788 - Geert Adriaans Boomgaard, militare e supercentenario olandese († 1899)
- 1788 - Giuseppe Puccioni, politico italiano († 1866)
- 1788 - Margaret Taylor, first lady statunitense († 1852)
- 1791 - István Széchenyi, politico, scrittore e nobile ungherese († 1860)
- 1792 - Francesco Comencini, organista italiano († 1864)
- 1792 - Johann-Peter Eckermann, poeta tedesco († 1854)
- 1793 - Vittorio Amedeo Balbo Bertone di Sambuy, nobile, militare e diplomatico italiano († 1846)
- 1795 - Piero Maroncelli, patriota, musicista e scrittore italiano († 1846)
- 1798 - William Sublette, esploratore statunitense († 1845)
- 1800 - Richard Adams Locke, giornalista e scrittore britannico († 1871)

## XIX secolo(172)
- 1801 - Francesco Bulgarini, storico, politico e mecenate italiano († 1887)
- 1802 - Felice Scifoni, scrittore, patriota e notaio italiano († 1883)
- 1806 - Giulio Arrigoni, arcivescovo cattolico italiano († 1875)
- 1807 - Federico del Liechtenstein, principe, generale e politico austriaco († 1885)
- 1811 - William Bell Scott, pittore e poeta scozzese († 1890)
- 1812 - Claudine Rhédey von Kis-Rhéde, nobildonna ungherese († 1841)
- 1813 - Pierre-Alfred Grimardias, vescovo cattolico francese († 1896)
- 1813 - Gherardo Strucchi, medico, patriota e giornalista italiano († 1874)
- 1815 - Paul von Bilguer, scacchista tedesco († 1840)
- 1817 - Mateo Benigno de Moraza, politico e giurista spagnolo († 1878)
- 1817 - Ernst Boll, naturalista, storico e geologo tedesco († 1868)
- 1817 - Maria Merkert, religiosa tedesca († 1872)
- 1819 - Anaïs Ségalas, scrittrice francese († 1895)
- 1819 - Luisa Maria di Borbone-Francia, duchessa († 1864)
- 1821 - Domenico Duranti Valentini, avvocato e politico italiano († 1890)
- 1823 - Christophe-Ernest Bonjean, arcivescovo cattolico francese († 1892)
- 1824 - Lorenzo Leony, avvocato e politico italiano
- 1825 - Franz Pfanner, missionario austriaco († 1909)
- 1825 - Mårten Eskil Winge, pittore svedese († 1896)
- 1826 - Gilberto Govi, fisico, politico e patriota italiano († 1889)
- 1826 - Gustave Moynier, giurista svizzero († 1910)
- 1827 - Janko Jurković, scrittore e giornalista croato († 1889)
- 1827 - Konstantin Nikolaevič Romanov, nobile russo († 1892)
- 1827 - Emma Schenson, fotografa e pittrice svedese († 1913)
- 1829 - Charles Longueville, pittore e incisore francese († 1899)
- 1829 - Auguste Toulmouche, pittore francese († 1890)
- 1830 - Caroline Webster Schermerhorn Astor, socialite statunitense († 1908)
- 1832 - Marco Boncompagni Ludovisi Ottoboni, politico italiano († 1909)
- 1832 - Louis Paul Cailletet, fisico e inventore francese († 1913)
- 1834 - Charles Lamoureux, direttore d'orchestra e violinista francese († 1899)
- 1840 - Murad V, sultano ottomano († 1904)
- 1842 - Abdul Hamid II, sultano ottomano († 1918)
- 1842 - Abdullah Muhammad Shah II di Perak, sovrano malese († 1922)
- 1844 - Svetomir Nikolajević, politico serbo († 1922)
- 1845 - August Wilhelmj, violinista tedesco († 1908)
- 1845 - Ernesto Augusto di Hannover, nobile tedesco († 1923)
- 1847 - Maurice Barrymore, attore teatrale e pugile britannico († 1905)
- 1848 - Orazio Orazi, pittore e presbitero italiano († 1912)
- 1848 - Maria Isabella d'Orléans, principessa spagnola († 1919)
- 1849 - Giacomo De Martino, politico italiano († 1921)
- 1849 - Dmitrij Ivanovič Dubjago, astrofisico e astronomo russo († 1918)
- 1849 - Edmund Gosse, poeta e critico letterario britannico († 1928)
- 1849 - Max Runge, ginecologo tedesco († 1909)
- 1850 - Gregorio VII di Costantinopoli, arcivescovo ortodosso greco († 1924)
- 1850 - Hans Sitt, compositore, violinista e violista ceco († 1922)
- 1851 - Susan Macdowell Eakins, pittrice e fotografa statunitense († 1938)
- 1851 - Giovanni Marradi, poeta e scrittore italiano († 1922)
- 1851 - John Henry Tilden, medico statunitense († 1940)
- 1853 - Heike Kamerlingh Onnes, fisico olandese († 1926)
- 1853 - Edmund Blair Leighton, pittore britannico († 1922)
- 1853 - Henry Wace, calciatore inglese († 1947)
- 1854 - Sara Roosevelt, statunitense († 1941)
- 1855 - Rodolfo Gambini, pittore italiano († 1928)
- 1855 - Fedele Romani, scrittore italiano († 1910)
- 1856 - Antonio Lasciac, architetto italiano († 1946)
- 1856 - Ángeles López de Ayala, scrittrice, giornalista e attivista spagnola († 1926)
- 1856 - Alberto del Bono, ammiraglio e politico italiano († 1932)
- 1857 - Johann Heinrich Louis Krüger, geodeta e matematico tedesco († 1923)
- 1858 - Charles Henry Hawtrey, attore, regista e manager inglese († 1923)
- 1859 - Paul Du Bois, scultore e medaglista belga († 1938)
- 1859 - Otto Lohse, compositore e direttore d'orchestra tedesco († 1925)
- 1859 - Francesc Macià, politico e militare spagnolo († 1933)
- 1861 - Marius Borgeaud, pittore svizzero († 1924)
- 1861 - Maurizio Ferrante Gonzaga, nobile e generale italiano († 1938)
- 1861 - Eleanor Elkins Widener, filantropa statunitense († 1937)
- 1862 - Giovanni Camera, politico e avvocato italiano († 1929)
- 1862 - Maurice Chabas, pittore francese († 1947)
- 1863 - John Bunny, attore e comico statunitense († 1915)
- 1864 - Elena Văcărescu, scrittrice e poetessa rumena († 1947)
- 1865 - Georg Ludwig Rudolf Maercker, generale tedesco († 1924)
- 1865 - Ugo Sani, generale italiano († 1945)
- 1866 - Geoffrey Feilding, generale inglese († 1932)
- 1866 - Charles Jules Henri Nicolle, medico e biologo francese († 1936)
- 1866 - H. G. Wells, scrittore britannico († 1946)
- 1866 - María del Refugio Aguilar y Torres, religiosa messicana († 1937)
- 1867 - Jeanne Itasse-Broquet, scultrice francese († 1941)
- 1867 - Flaminio Mancaleoni, giurista e politico italiano († 1951)
- 1867 - Henry Stimson, politico statunitense († 1950)
- 1868 - Ol'ga Leonardovna Knipper, attrice teatrale russa († 1959)
- 1868 - Eduard Norden, filologo classico e storico delle religioni tedesco († 1941)
- 1869 - Carlo Airoldi, maratoneta italiano († 1929)
- 1869 - Philip Chetwode, I barone Chetwode, generale britannico († 1950)
- 1870 - Julián Besteiro, politico spagnolo († 1940)
- 1870 - Franklin Story Conant, biologo statunitense († 1897)
- 1870 - Umberto Coromaldi, pittore italiano († 1948)
- 1870 - Pierre Gervais, velista francese († 1960)
- 1870 - Igino Petrone, filosofo e giurista italiano († 1913)
- 1870 - Sascha Schneider, pittore e scultore tedesco († 1927)
- 1871 - Joseph-Marius Avy, pittore francese († 1939)
- 1871 - Melezio IV, arcivescovo ortodosso greco († 1935)
- 1872 - Henry Tingle Wilde, marinaio britannico († 1912)
- 1873 - Papa Jack Laine, musicista e batterista statunitense († 1966)
- 1873 - Ram Singh di Bharatpur, indiano († 1929)
- 1874 - Shunsō Hishida, pittore giapponese († 1911)
- 1874 - Gustav Holst, compositore e direttore d'orchestra britannico († 1934)
- 1874 - Julienne Mathieu, attrice francese († 1943)
- 1875 - Hans Ingi Hedemark, tenore e attore norvegese († 1930)
- 1876 - Julio González, scultore e pittore spagnolo († 1942)
- 1876 - John Mackenzie, velista britannico († 1949)
- 1877 - Gustav-Adolf Moths, canottiere tedesco
- 1879 - Armando Brasini, architetto e urbanista italiano († 1965)
- 1879 - Axel Nordlander, cavaliere svedese († 1962)
- 1880 - Erich Kaufmann, diplomatico e giurista tedesco († 1972)
- 1881 - Émile Georget, ciclista su strada e pistard francese († 1960)
- 1881 - Andrea Salsedo, anarchico italiano († 1920)
- 1881 - George Stadel, tennista statunitense († 1952)
- 1882 - William C. Dowlan, attore e regista statunitense († 1947)
- 1882 - Mar Ivanios, arcivescovo cattolico indiano († 1953)
- 1882 - Matteo Nieves, presbitero messicano († 1928)
- 1882 - Friedrich Ranke, filologo tedesco († 1950)
- 1883 - Henry Wilson Harris, giornalista britannico († 1955)
- 1883 - Jack Parkinson, calciatore inglese († 1942)
- 1884 - Ethel Percy Andrus, docente statunitense († 1967)
- 1884 - Ralph Leo Hayes, vescovo cattolico statunitense († 1970)
- 1884 - Billy Hibbert, calciatore inglese († 1949)
- 1884 - Dénes König, matematico ungherese († 1944)
- 1884 - Hugh Ray, arbitro di football americano statunitense († 1956)
- 1885 - Henri Béraud, scrittore e giornalista francese († 1958)
- 1885 - Thomas de Hartmann, pianista e compositore russo († 1956)
- 1885 - Wyndham Knatchbull-Hugessen, III barone Brabourne, zoologo e militare britannico († 1915)
- 1886 - Gavino Alivia, economista e avvocato italiano († 1959)
- 1886 - Émile Blanchet, arcivescovo cattolico francese († 1967)
- 1887 - Josef Harpe, generale tedesco († 1968)
- 1887 - Alessandro Magnaguti, numismatico italiano († 1966)
- 1887 - Gian Guido Piazza, calciatore e dirigente sportivo italiano († 1945)
- 1887 - Cesare Rossi, sindacalista, giornalista e politico italiano († 1967)
- 1888 - Martin Benka, pittore e illustratore slovacco († 1971)
- 1888 - Enrico Montalbetti, arcivescovo cattolico italiano († 1943)
- 1889 - Carlo Capra, calciatore e allenatore di calcio italiano († 1966)
- 1889 - Frank Murphy, astista statunitense († 1980)
- 1889 - Pietro Ossola, vescovo cattolico italiano († 1954)
- 1889 - Sandro Ruffini, attore e doppiatore italiano († 1954)
- 1889 - Albino Volpi, militare italiano († 1939)
- 1889 - Edoardo Weiss, psichiatra e psicoanalista italiano († 1970)
- 1890 - Bernhard H. Dawson, astronomo statunitense († 1960)
- 1890 - Giulio Göhring, imprenditore e politico italiano († 1973)
- 1890 - James P. Hogan, regista e sceneggiatore statunitense († 1943)
- 1890 - Max Immelmann, aviatore tedesco († 1916)
- 1890 - Antal Mally, allenatore di calcio e calciatore ungherese († 1958)
- 1890 - Rosalind Moss, antropologa britannica († 1990)
- 1891 - George Kay, allenatore di calcio e calciatore britannico († 1954)
- 1891 - Cyril Mackworth-Praed, tiratore a segno britannico († 1974)
- 1891 - Manuel Romero, regista cinematografico e sceneggiatore argentino († 1954)
- 1892 - Elvidio Borelli, militare italiano († 1916)
- 1892 - Antonín Janda, calciatore cecoslovacco († 1960)
- 1893 - Pëtr Filippov, calciatore sovietico († 1965)
- 1893 - Enrico Malintoppi, avvocato e politico italiano († 1981)
- 1894 - Silvio Appiani, militare, allenatore di calcio e calciatore italiano († 1915)
- 1894 - Max Gaines, editore statunitense († 1947)
- 1894 - Harry Liversedge, pesista e generale statunitense († 1951)
- 1895 - Tullio Carminati, attore italiano († 1971)
- 1895 - Paolo Peli, militare italiano († 1917)
- 1895 - Juan de la Cierva, ingegnere, inventore e aviatore spagnolo († 1936)
- 1896 - Walter Breuning, supercentenario statunitense († 2011)
- 1896 - Guido Marchi, calciatore italiano († 1969)
- 1896 - Francesco Meriano, poeta, giornalista e politico italiano († 1934)
- 1897 - Félix Fernández García, attore e doppiatore spagnolo († 1966)
- 1897 - Cesare Musatti, psicologo, psicoanalista e filosofo italiano († 1989)
- 1897 - Einar Sissener, attore e regista norvegese († 1968)
- 1898 - Goffredo Coppola, filologo classico, saggista e politico italiano († 1945)
- 1899 - Nikolaj Annenkov, attore sovietico († 1999)
- 1899 - Boris Arkad'ev, calciatore e allenatore di calcio sovietico († 1986)
- 1899 - Esna Boyd, tennista australiana († 1966)
- 1899 - Maurice Delvart, velocista francese († 1986)
- 1899 - Ettore Foschini, scacchista e compositore di scacchi italiano († 1968)
- 1899 - Andrija Hebrang, politico jugoslavo († 1949)
- 1899 - Takeshi Sakamoto, attore giapponese († 1974)
- 1899 - Juliusz Paweł Schauder, matematico polacco († 1943)
- 1900 - Boris Bilinskij, scenografo e costumista russo († 1948)
- 1900 - Robert Allen Dyer, botanico sudafricano († 1987)
- 1900 - Ljubov' Timofeevna Kosmodem'janskaja, attivista sovietica († 1978)
- 1900 - Emil Mazuw, militare tedesco († 1987)

## XX secolo(937)
- 1901 - Germinal Losio, calciatore svizzero († 1980)
- 1901 - Georg Rasch, statistico danese († 1980)
- 1902 - Luis Cernuda, poeta spagnolo († 1963)
- 1902 - Edward Evan Evans-Pritchard, antropologo britannico († 1973)
- 1902 - Howie Morenz, hockeista su ghiaccio canadese († 1937)
- 1902 - Paul Otto Radomski, militare tedesco († 1945)
- 1902 - Ilmari Salminen, mezzofondista finlandese († 1986)
- 1902 - Toyen, pittrice e illustratrice ceca († 1980)
- 1903 - Vera Gobbi Belcredi, pianista italiana († 1999)
- 1903 - Alois Mourek, calciatore cecoslovacco († 1988)
- 1903 - Luigi Saraceni, dirigente sportivo e calciatore italiano († 1972)
- 1903 - Harold E. Stine, direttore della fotografia statunitense († 1977)
- 1903 - Preston Tucker, ingegnere e imprenditore statunitense († 1956)
- 1904 - Guido De Filip, canottiere italiano († 1968)
- 1904 - Norbert Dufourcq, musicologo e musicista francese († 1990)
- 1904 - Hans Hartung, pittore tedesco († 1989)
- 1904 - Alexander Key, scrittore statunitense († 1979)
- 1904 - Gjergj Volaj, vescovo cattolico albanese († 1948)
- 1904 - Miron Zlatin, attivista francese († 1944)
- 1905 - Bjarne Klavestad, calciatore norvegese († 1930)
- 1905 - David Mangnall, allenatore di calcio e calciatore inglese († 1962)
- 1905 - Raffaele Resta, giurista e politico italiano († 1973)
- 1905 - Isa Quensel, attrice, soprano e regista teatrale svedese († 1981)
- 1906 - Henry Beachell, agronomo e biologo statunitense († 2006)
- 1906 - Adol'f Solomonovič Bergunker, regista cinematografico sovietico († 1989)
- 1906 - Derrick De Marney, attore britannico († 1978)
- 1906 - Enea Picchio, militare italiano († 1943)
- 1907 - Italo Gamberini, architetto italiano († 1990)
- 1907 - Lloyd Gough, attore statunitense († 1984)
- 1907 - Eugen Mack, ginnasta svizzero († 1978)
- 1907 - Lorenzo Minio-Paluello, linguista, filologo e traduttore italiano († 1986)
- 1908 - George Simpson, velocista statunitense († 1961)
- 1908 - Charles Upham, militare neozelandese († 1994)
- 1908 - Ranieri di Campello, militare e dirigente sportivo italiano († 1959)
- 1909 - Hélène Gordon-Lazareff, giornalista russa († 1988)
- 1909 - Milovan Jakšić, calciatore jugoslavo († 1953)
- 1909 - Kwame Nkrumah, rivoluzionario e politico ghanese († 1972)
- 1909 - Vladimir Solov'ёv, attore sovietico († 1968)
- 1910 - Pëtr Aleksandrovič Krivonogov, pittore russo († 1967)
- 1910 - Maurice Labro, regista francese († 1987)
- 1910 - Umberto Mastroianni, scultore, pittore e partigiano italiano († 1998)
- 1910 - Ennio Morlotti, pittore italiano († 1992)
- 1911 - Heiko Schwartz, pallanuotista tedesco († 1973)
- 1912 - István Balogh, calciatore ungherese († 1992)
- 1912 - Stanley Hollis, militare britannico († 1972)
- 1912 - Chuck Jones, regista, produttore cinematografico e sceneggiatore statunitense († 2002)
- 1912 - Bud Moodler, cestista statunitense († 1977)
- 1912 - György Sándor, pianista ungherese († 2005)
- 1912 - Rihei Sano, calciatore giapponese († 1992)
- 1912 - Danilo Stiepovich, militare italiano († 1941)
- 1912 - Giuseppe Tinaglia, calciatore italiano († 1978)
- 1912 - Mario Verga, calciatore italiano
- 1913 - Georges Aeby, calciatore svizzero († 1999)
- 1913 - Bruno Bozzolo, calciatore e allenatore di calcio italiano († 1994)
- 1913 - Grace Bradley, attrice statunitense († 2010)
- 1913 - Janet Ertel, cantante statunitense († 1988)
- 1913 - Laura Lombardo Radice, partigiana, politica e pacifista italiana († 2003)
- 1914 - John Kluge, imprenditore tedesco († 2010)
- 1914 - Karel Kolský, allenatore di calcio e calciatore cecoslovacco († 1984)
- 1914 - Akira Matsunaga, calciatore giapponese († 1943)
- 1914 - Rodolfo Melloni, dirigente sportivo italiano († 1979)
- 1914 - Slam Stewart, contrabbassista statunitense († 1987)
- 1914 - Emilio Villa, artista, poeta e biblista italiano († 2003)
- 1915 - Franco Anselmi, partigiano italiano († 1945)
- 1915 - José Spirolazzi, calciatore argentino
- 1915 - Kaku Takagawa, goista giapponese († 1986)
- 1916 - Marianne Aminoff, attrice svedese († 1984)
- 1916 - Francesco Coniglio, politico italiano († 1993)
- 1916 - Giovanni Garrone, calciatore italiano
- 1916 - Françoise Giroud, giornalista, politica e scrittrice francese († 2003)
- 1916 - Josef Jelínek, calciatore austriaco
- 1916 - James Owen Merion Roberts, esploratore e alpinista britannico († 1997)
- 1916 - Arturo Viviani, politico e avvocato italiano († 2005)
- 1917 - Franco Calamandrei, partigiano, giornalista e politico italiano († 1982)
- 1917 - Ettore Fico, pittore italiano († 2004)
- 1917 - Zoe Incrocci, attrice e doppiatrice italiana († 2003)
- 1917 - Mahlaqa Mallah, ambientalista iraniana († 2021)
- 1917 - Giulio Petroni, regista e sceneggiatore italiano († 2010)
- 1918 - Rand Brooks, attore statunitense († 2003)
- 1918 - Silverio Gadaldi, pittore e scultore italiano († 1993)
- 1918 - Tommy Potter, contrabbassista statunitense († 1988)
- 1919 - Mario Bunge, filosofo e fisico argentino († 2020)
- 1919 - Achille Casanchini, calciatore italiano († 2009)
- 1919 - Ugo Gazzari, calciatore italiano
- 1919 - Jim Milburn, calciatore inglese († 1985)
- 1919 - Nigel Stock, attore britannico († 1986)
- 1920 - William Catellani, pittore e incisore italiano († 2013)
- 1920 - Kim Yong-ju, politico nordcoreano († 2021)
- 1920 - Kenneth McAlpine, pilota automobilistico britannico († 2023)
- 1920 - Simon Scott, attore statunitense († 1991)
- 1920 - Vico Torriani, cantante, attore e conduttore televisivo svizzero († 1998)
- 1920 - Luigi Vettraino, calciatore italiano († 1998)
- 1921 - Nils Bejerot, psichiatra e criminologo svedese († 1988)
- 1921 - Guido Bernardi, pistard italiano († 2002)
- 1921 - Raffaello Brignetti, scrittore italiano († 1978)
- 1921 - Yehoshafat Harkabi, militare e scrittore israeliano († 1994)
- 1921 - Tat'jana Iosifovna Markus, partigiana sovietica († 1943)
- 1921 - Gaetano Tamborrino Orsini, generale, scrittore e poeta italiano († 1998)
- 1922 - Lee Hee-ho, attivista sudcoreana († 2019)
- 1922 - Hugh Lloyd-Jones, filologo classico e grecista britannico († 2009)
- 1923 - Francesco Barone, filosofo italiano († 2001)
- 1923 - Antonio Vitale Bommarco, arcivescovo cattolico italiano († 2004)
- 1923 - Horst Buhtz, allenatore di calcio e calciatore tedesco († 2015)
- 1923 - Tiraje Dikmen, pittrice turca († 2014)
- 1923 - José Gottardi Cristelli, arcivescovo cattolico italiano († 2005)
- 1923 - Linwood Holton, politico statunitense († 2021)
- 1923 - Sergio Zavoli, giornalista, scrittore e politico italiano († 2020)
- 1924 - Hermann Buhl, alpinista austriaco († 1957)
- 1924 - Duo Fasano, cantante italiana († 1996)
- 1924 - Øivind Johannessen, allenatore di calcio e calciatore norvegese († 1996)
- 1924 - Gail Russell, attrice statunitense († 1961)
- 1924 - Octavio Señoret, attore e produttore cinematografico cileno († 1990)
- 1924 - Bernard Silver, ingegnere e inventore statunitense († 1963)
- 1924 - Collin Wilcox, scrittore statunitense († 1996)
- 1925 - Harry Boland, cestista e dirigente sportivo irlandese († 2013)
- 1925 - Antonio Mario Mazzarrino, politico italiano († 2015)
- 1925 - Armando Nannuzzi, direttore della fotografia e regista italiano († 2001)
- 1925 - Wanda Nuti, ginnasta italiana († 2017)
- 1925 - Clifford Severn, attore statunitense († 2014)
- 1926 - Joan Botam, presbitero e teologo spagnolo († 2023)
- 1926 - Carla Calò, attrice italiana († 2019)
- 1926 - Carlo Cavaglià, giornalista e scrittore italiano († 2011)
- 1926 - Flavio Costantini, pittore e illustratore italiano († 2013)
- 1926 - Clement Crisp, critico teatrale britannico († 2022)
- 1926 - Donald Glaser, fisico statunitense († 2013)
- 1927 - Fred Beir, attore statunitense († 1980)
- 1927 - Joan Hotchkis, attrice statunitense († 2022)
- 1927 - Ljubov' Lobanova, cestista sovietica († 1983)
- 1927 - Edoarda Masi, sinologa, saggista e traduttrice italiana († 2011)
- 1928 - Giancarlo Badessi, attore italiano († 2011)
- 1928 - Totò Bonanno, pittore italiano († 2002)
- 1928 - Édouard Glissant, scrittore, poeta e saggista francese († 2011)
- 1929 - Héctor Alterio, attore argentino
- 1929 - Georges Bernier, scrittore, comico e giornalista francese († 2005)
- 1929 - Michel Delahaye, attore e critico cinematografico francese († 2016)
- 1929 - Charlotte Froese Fischer, matematica, fisica e informatica sovietica († 2024)
- 1929 - Sándor Kocsis, calciatore ungherese († 1979)
- 1929 - Silvana Pierucci, cestista, lunghista e multiplista italiana († 2017)
- 1929 - Francesco Verga, politico e attivista italiano († 1975)
- 1929 - Bernard Williams, filosofo britannico († 2003)
- 1930 - Dawn Addams, attrice britannica († 1985)
- 1930 - Sergej Popov, maratoneta sovietico († 1995)
- 1930 - Bob Stokoe, calciatore e allenatore di calcio inglese († 2004)
- 1931 - Dick Atha, cestista statunitense († 2020)
- 1931 - Alessandro Carri, politico italiano
- 1931 - Osvaldo De Micheli, giornalista e sceneggiatore italiano
- 1931 - Efigenio Ameijeiras Delgado, rivoluzionario e generale cubano († 2020)
- 1931 - Larry Hagman, attore statunitense († 2012)
- 1931 - Oscar Hugh Lipscomb, arcivescovo cattolico statunitense († 2020)
- 1931 - Syukuro Manabe, climatologo e fisico giapponese
- 1931 - Müzahir Sille, lottatore turco († 2016)
- 1931 - José María Silvero, allenatore di calcio e calciatore argentino († 2010)
- 1931 - Ivan Toplak, calciatore e allenatore di calcio jugoslavo († 2021)
- 1932 - Enrico Conca, ex calciatore italiano
- 1932 - Mickey Kuhn, attore statunitense († 2022)
- 1932 - Don Preston, pianista e tastierista statunitense
- 1933 - Flavio Faganello, fotografo, fotoreporter e giornalista italiano († 2005)
- 1933 - Anatolij Krutikov, calciatore e allenatore di calcio sovietico († 2019)
- 1933 - Simone Marsili, calciatore italiano († 2013)
- 1933 - Augusto Melica, politico e medico italiano († 1996)
- 1934 - Marc Bourrier, calciatore e allenatore di calcio francese († 2024)
- 1934 - Leonard Cohen, cantautore e poeta canadese († 2016)
- 1934 - Virgilio Pallini, imprenditore italiano
- 1934 - Ron Sobieszczyk, cestista e allenatore di pallacanestro statunitense († 2009)
- 1934 - David Thouless, fisico britannico († 2019)
- 1935 - Santos Abril y Castelló, cardinale e arcivescovo cattolico spagnolo
- 1935 - Jimmy Armfield, calciatore e allenatore di calcio inglese († 2018)
- 1935 - Norma Bengell, attrice, cantante e regista brasiliana († 2013)
- 1935 - Franco Cocco, scrittore italiano
- 1935 - Henry Gibson, attore statunitense († 2009)
- 1935 - Bruno Jossa, economista italiano
- 1935 - Anthony Page, regista britannico
- 1935 - Alfonso Sicurani, ex calciatore italiano
- 1935 - Jakov Grigor'evič Sinaj, matematico russo
- 1936 - Teresa Gimpera, attrice, modella e imprenditrice spagnola († 2024)
- 1936 - Dickey Lee, cantante statunitense
- 1936 - Jurij Michajlovič Lužkov, politico russo († 2019)
- 1936 - Mario Mariotti, artista italiano († 1997)
- 1936 - Sunny Murray, musicista e batterista statunitense († 2017)
- 1936 - Nicos Poulantzas, sociologo e filosofo greco († 1979)
- 1937 - Amparo Baró, attrice spagnola († 2015)
- 1937 - Denis George Browne, vescovo cattolico neozelandese († 2024)
- 1937 - Maria Helena Campos, ex cestista brasiliana
- 1937 - Ron Cobb, artista, scenografo e disegnatore statunitense († 2020)
- 1937 - Michel Stievenard, ex calciatore francese
- 1937 - José Vicente de Moura, dirigente sportivo portoghese
- 1937 - David K. Wyatt, storico, traduttore e scrittore statunitense († 2006)
- 1938 - Kelly Coleman, cestista statunitense († 2019)
- 1938 - Nicolás Cotugno Fanizzi, arcivescovo cattolico italiano
- 1938 - Macram Max Gassis, vescovo cattolico sudanese († 2023)
- 1938 - Doug Moe, ex cestista e allenatore di pallacanestro statunitense
- 1938 - Yūji Takahashi, compositore, pianista e critico musicale giapponese
- 1939 - Cané, allenatore di calcio e ex calciatore brasiliano
- 1939 - Giulio Conti, politico italiano
- 1939 - Margaret Doody, scrittrice canadese
- 1939 - Hiroshi Ishii, ex nuotatore giapponese
- 1939 - Siegfried Schauzu, pilota motociclistico tedesco
- 1939 - Basil Myron Schott, arcivescovo cattolico statunitense († 2010)
- 1939 - Vladimír Weiss, calciatore e allenatore di calcio cecoslovacco († 2018)
- 1939 - Eliseo Zerlin, ex calciatore italiano
- 1940 - Federico Baroschi, politico e ingegnere italiano († 2022)
- 1940 - Billy Baxter, giocatore di poker statunitense
- 1940 - Paola Falchi, cantante e attrice italiana
- 1940 - Tomislav Milićević, calciatore jugoslavo († 2024)
- 1940 - Achim Richter, fisico tedesco
- 1940 - Sonia Singh, giornalista e dirigente d'azienda indiana
- 1940 - Joe Strawder, cestista statunitense († 2005)
- 1941 - Jack Brisco, wrestler statunitense († 2010)
- 1941 - Angelo Cresco, politico e sindacalista italiano
- 1941 - Lambert Maassen, calciatore olandese († 2018)
- 1941 - Dirk Stülcken, ex calciatore tedesco
- 1941 - Roberto Szidon, pianista brasiliano († 2011)
- 1941 - James Woolsey, avvocato, diplomatico e scrittore statunitense
- 1942 - Cesarino Carpanelli, ciclista su strada italiano († 2020)
- 1942 - Roberto Casalbuoni, fisico italiano
- 1942 - Steve Courtin, cestista statunitense († 2022)
- 1942 - Jean Curtillet, nuotatore francese († 2000)
- 1942 - Luis Mateo Díez, scrittore spagnolo
- 1942 - Renzo Fantazzi, calciatore e allenatore di calcio italiano († 2020)
- 1942 - Jill Gomez, soprano guyanese
- 1942 - U-Roy, disc jockey giamaicano († 2021)
- 1943 - Milvia Boselli, politica italiana
- 1943 - Jerry Bruckheimer, produttore cinematografico e produttore televisivo statunitense
- 1943 - Ombretta Colli, cantante, attrice e politica italiana
- 1943 - David Hood, bassista statunitense
- 1943 - Gherardo Ortalli, storico italiano
- 1944 - Matt Aitch, cestista e allenatore di pallacanestro statunitense († 2007)
- 1944 - Maria Laura Annibali, attivista italiana
- 1944 - Steve Beshear, politico statunitense
- 1944 - Ivan Bjakov, biatleta sovietico († 2009)
- 1944 - Caleb Deschanel, direttore della fotografia statunitense
- 1944 - Fannie Flagg, scrittrice e attrice statunitense
- 1944 - Susan Fleetwood, attrice britannica († 1995)
- 1944 - Renato Reyes, cestista filippino († 1997)
- 1944 - Bobby Tench, chitarrista britannico († 2024)
- 1944 - Dudley Tyler, ex calciatore inglese
- 1944 - Georges Vuilleumier, calciatore svizzero († 1988)
- 1944 - Gilberto Zorio, scultore italiano
- 1945 - Jussi Aalto, fotografo finlandese
- 1945 - Tariq Anwar, montatore britannico
- 1945 - Jim Burns, cestista statunitense († 2020)
- 1945 - Richard Childress, pilota automobilistico e dirigente sportivo statunitense
- 1945 - Epi Drost, allenatore di calcio e calciatore olandese († 1995)
- 1945 - Sergio Gilardino, linguista italiano
- 1945 - Hal Hale, ex cestista e allenatore di pallacanestro statunitense
- 1945 - Kay Ryan, poetessa e educatrice statunitense
- 1945 - Bjarni Tryggvason, astronauta e ingegnere canadese († 2022)
- 1946 - Marta Boneschi, giornalista, storica e saggista italiana
- 1946 - Paul Doherty, scrittore britannico
- 1946 - Daniela Kolářová, attrice ceca
- 1946 - Moritz Leuenberger, politico e avvocato svizzero
- 1946 - Mart Siimann, politico estone
- 1947 - Nick Castle, attore, regista e sceneggiatore statunitense
- 1947 - Don Felder, chitarrista statunitense
- 1947 - Rupert Hine, cantante, musicista e produttore discografico britannico († 2020)
- 1947 - Stephen King, scrittore e sceneggiatore statunitense
- 1947 - Marsha Norman, drammaturga, librettista e sceneggiatrice statunitense
- 1947 - Maurizio Simonato, allenatore di calcio e ex calciatore italiano
- 1947 - Alberto Solfrini, cantante italiano († 2007)
- 1947 - Mario Villarroel Lander, avvocato e attivista venezuelano
- 1947 - Geoff Workman, produttore discografico britannico († 2010)
- 1948 - Rebecca Balding, attrice statunitense († 2022)
- 1948 - Katalin Baricz, fotografa ungherese
- 1948 - Buzz Demling, ex calciatore statunitense
- 1948 - Jonathan Hyde, attore australiano
- 1948 - Eugenio Melandri, politico e presbitero italiano († 2019)
- 1948 - Francesco Moro, politico italiano
- 1948 - Ida Travi, poetessa italiana
- 1948 - Herbert Wagner, ex politico tedesco
- 1948 - Jana Zoubková, ex cestista cecoslovacca
- 1948 - Johan Zuidema, ex calciatore olandese
- 1949 - Franco Bonora, ex calciatore italiano
- 1949 - Kenneth Carpenter, paleontologo statunitense
- 1949 - Artis Gilmore, ex cestista statunitense
- 1949 - Darrel Knibbs, ex hockeista su ghiaccio canadese
- 1949 - Yūsaku Matsuda, attore giapponese († 1989)
- 1949 - Kazutaka Miyatake, animatore giapponese
- 1949 - Marc Molitor, ex calciatore francese
- 1949 - Sándor Müller, calciatore ungherese († 2024)
- 1949 - Daniel Pearl, direttore della fotografia statunitense
- 1949 - Odilo Pedro Scherer, cardinale e arcivescovo cattolico brasiliano
- 1949 - Morena Tartagni, ciclista su strada e pistard italiana
- 1950 - Fabio Calzavara, politico italiano († 2019)
- 1950 - Oliviero Dalceri, ex hockeista su pista italiano
- 1950 - Byron Jennings, attore statunitense
- 1950 - Václav Malý, vescovo cattolico e attivista ceco
- 1950 - Claudio Maselli, allenatore di calcio e ex calciatore italiano
- 1950 - Bill Murray, attore e comico statunitense
- 1950 - Dirk Scheringa, imprenditore e dirigente sportivo olandese
- 1951 - Bruce Arena, allenatore di calcio statunitense
- 1951 - John Del Carlo, basso-baritono statunitense († 2016)
- 1951 - Ivano Fossati, cantautore, polistrumentista e produttore discografico italiano
- 1951 - Bob Franks, politico statunitense († 2010)
- 1951 - Jerzy Frołów, ex cestista polacco
- 1951 - Valerij Krivov, pallavolista e allenatore di pallavolo sovietico († 1994)
- 1951 - Harry Lubse, ex calciatore olandese
- 1951 - Aslan Maschadov, generale e politico russo († 2005)
- 1951 - Antonio de la Torre, calciatore messicano († 2021)
- 1952 - Giovanni Asnicar, ex calciatore italiano
- 1952 - Maurizio Benini, direttore d'orchestra e compositore italiano
- 1952 - Bill Buell, attore statunitense
- 1952 - Alessandro Corbelli, baritono italiano
- 1952 - Ali Fergani, allenatore di calcio e ex calciatore algerino
- 1952 - Dave Gregory, chitarrista, tastierista e cantante britannico
- 1952 - Michael Hirst, sceneggiatore e produttore televisivo britannico
- 1952 - Anneliese Michel, scrittrice tedesca († 1976)
- 1952 - Juan Antonio Pérez Sáez, ex calciatore spagnolo
- 1952 - Dominique Rey, vescovo cattolico francese
- 1952 - Reijo Ståhlberg, ex pesista finlandese
- 1952 - Tenny Svensson, ex tennista svedese
- 1952 - Marc Verwilghen, avvocato e politico belga
- 1953 - Lars Saabye Christensen, scrittore e poeta norvegese
- 1953 - François Corteggiani, fumettista francese († 2022)
- 1953 - Andrea Ghira, criminale italiano († 1994)
- 1953 - Bob Huggins, ex cestista e allenatore di pallacanestro statunitense
- 1953 - Jean-Luc Joinel, ex rugbista a 15 e dirigente sportivo francese
- 1953 - Edward J. Larson, avvocato e storico statunitense
- 1953 - Arie Luyendyk, pilota automobilistico olandese
- 1953 - Reinhard Marx, cardinale e arcivescovo cattolico tedesco
- 1953 - Shin Hyun-ho, ex calciatore sudcoreano
- 1954 - Shinzō Abe, politico giapponese († 2022)
- 1954 - Giancarlo Snidaro, allenatore di calcio e ex calciatore italiano
- 1954 - Wolfgang Steinbach, allenatore di calcio e ex calciatore tedesco orientale
- 1954 - Christian Streiff, dirigente d'azienda e scrittore francese
- 1954 - Phil Taylor, batterista britannico († 2015)
- 1955 - Rick Aiello, attore statunitense († 2021)
- 1955 - Rocco Altieri, pacifista italiano
- 1955 - François Cluzet, attore francese
- 1955 - Andrej Vladimirovič Gavrilov, pianista russo
- 1955 - Jim Grimsley, scrittore statunitense
- 1955 - Richard Hieb, ex astronauta statunitense
- 1955 - Israel Katz, politico israeliano
- 1955 - Mika Kaurismäki, regista cinematografico, sceneggiatore e produttore cinematografico finlandese
- 1955 - Mercedes Morán, attrice argentina
- 1955 - Ted van der Parre, strongman olandese
- 1955 - Jan Poortvliet, allenatore di calcio e ex calciatore olandese
- 1955 - David Trone, politico e imprenditore statunitense
- 1955 - Pietro Ubaldi, doppiatore, cantante e attore italiano
- 1955 - Alfredo Zagatti, politico italiano
- 1956 - Dean Baquet, giornalista statunitense
- 1956 - Pamela Behr, ex sciatrice alpina tedesca
- 1956 - Momir Bulatović, politico montenegrino († 2019)
- 1956 - Celeste Carballo, cantante argentina
- 1956 - Jack Givens, ex cestista statunitense
- 1956 - Tony Grealish, calciatore irlandese († 2013)
- 1956 - Marta Kauffman, produttrice televisiva statunitense
- 1956 - Andrej Kostin, banchiere e politico russo
- 1956 - Ricky Morton, wrestler statunitense
- 1956 - Anita Wold, ex saltatrice con gli sci norvegese
- 1957 - Filipe Campos, pilota di rally portoghese
- 1957 - Valerij Chondogo, ex schermidore sovietico
- 1957 - Diego Colombo, giornalista italiano
- 1957 - Candido De Angelis, politico italiano
- 1957 - Magnar Florholmen, ex calciatore norvegese
- 1957 - Sidney Moncrief, ex cestista e allenatore di pallacanestro statunitense
- 1957 - Gilda Piersanti, scrittrice italiana
- 1957 - Kevin Rudd, politico australiano
- 1957 - Georgie Torres, ex cestista e allenatore di pallacanestro portoricano
- 1957 - Claudio Trotta, italiano
- 1957 - Abid Hamid Mahmud, generale e politico iracheno († 2012)
- 1958 - Kleitos Erōtokritou, ex calciatore cipriota
- 1958 - André Hennicke, attore tedesco
- 1958 - Ron Johnson, ex giocatore di football americano canadese
- 1958 - Rick Mahorn, ex cestista e allenatore di pallacanestro statunitense
- 1958 - Gary Oakes, ex ostacolista britannico
- 1958 - Jay Triano, allenatore di pallacanestro e ex cestista canadese
- 1959 - Crin Antonescu, politico rumeno
- 1959 - Andrzej Buncol, ex calciatore polacco
- 1959 - Dave Coulier, attore e comico statunitense
- 1959 - Enrique Figaredo Alvargonzález, presbitero e missionario spagnolo
- 1959 - Raúl García, ex calciatore peruviano
- 1959 - Vittorio Rizzi, prefetto, poliziotto e dirigente pubblico italiano
- 1959 - Angela Vettese, critica d'arte italiana
- 1960 - Lucio Bernardini, allenatore di calcio e ex calciatore italiano
- 1960 - Maurizio Cattelan, artista italiano
- 1960 - Rodolfo De Laurentiis, politico italiano
- 1960 - Serafín Dengra, ex rugbista a 15 e dirigente d'azienda argentino
- 1960 - Masoumeh Ebtekar, politica iraniana
- 1960 - David James Elliott, attore canadese
- 1960 - David Mazzucchelli, fumettista e illustratore statunitense
- 1960 - Aida Satta Flores, cantautrice italiana
- 1960 - Pilar Sueyras, ex cestista peruviana
- 1960 - Miroslav Varga, ex tiratore a segno ceco
- 1960 - Scott Weinrich, cantante e chitarrista statunitense
- 1961 - Philippe Anziani, allenatore di calcio e ex calciatore francese
- 1961 - Gaetano Auteri, allenatore di calcio e ex calciatore italiano
- 1961 - Maurizio Brucchi, politico italiano
- 1961 - Fabio Ciollaro, vescovo cattolico italiano
- 1961 - Billy Collins Jr., pugile statunitense († 1984)
- 1961 - Kelly Evernden, allenatore di tennis e ex tennista neozelandese
- 1961 - Eva-Maria Ittner, ex schermitrice tedesca
- 1961 - Eva Karlsson, ex canoista svedese
- 1961 - Andy Lau, attore e cantante hongkonghese
- 1961 - Fabrizio Paoletti, sassofonista italiano
- 1961 - Serena Scott Thomas, attrice britannica
- 1961 - Yumi Takada, doppiatrice giapponese
- 1961 - Mino Taveri, giornalista e conduttore televisivo italiano
- 1961 - Nancy Travis, attrice statunitense
- 1962 - Franco Gabrieli, allenatore di calcio e ex calciatore italiano
- 1962 - Maurizio Gridelli, ex calciatore italiano
- 1962 - Joe Johnson, ex giocatore di football americano statunitense
- 1962 - Rob Morrow, attore e regista statunitense
- 1962 - Michael Potts, attore e cantante statunitense
- 1962 - Modestino Preziosi, ultramaratoneta italiano
- 1962 - Rune Richardsen, calciatore norvegese († 2023)
- 1962 - Andy Ton, ex hockeista su ghiaccio italiano
- 1962 - Roberta Torre, regista e sceneggiatrice italiana
- 1962 - Hong Ying, scrittrice e poetessa cinese
- 1962 - Peter Åslin, hockeista su ghiaccio svedese († 2012)
- 1963 - Carlos Brito, allenatore di calcio e ex calciatore portoghese
- 1963 - Dominique-Marie David, arcivescovo cattolico francese
- 1963 - Thomas Högstedt, ex tennista e allenatore di tennis svedese
- 1963 - Angus Macfadyen, attore britannico
- 1963 - António Nogueira, ex calciatore portoghese
- 1963 - Mamoru Samuragōchi, compositore giapponese
- 1963 - Trevor Steven, procuratore sportivo e ex calciatore inglese
- 1963 - Orsetta De Rossi, attrice italiana
- 1964 - Carlos Alberto Aguilera, ex calciatore uruguaiano
- 1964 - Rolando Biscuola, musicista italiano
- 1964 - Jorge Drexler, cantautore uruguaiano
- 1964 - Giovanni Ferrero, imprenditore italiano
- 1964 - Mitko Grăblev, ex sollevatore bulgaro
- 1964 - Paul Henderson, ex rugbista a 15 e allenatore di rugby a 15 neozelandese
- 1964 - Hugo Herrnhof, ex pattinatore di short track italiano
- 1964 - Hristo Kolev, allenatore di calcio e ex calciatore bulgaro
- 1964 - Giovanna Pini, pedagogista e scrittrice italiana
- 1964 - Davide Pulici, critico cinematografico e saggista italiano
- 1964 - Alberto Selva, politico, insegnante e avvocato sammarinese
- 1964 - Keith Smart, ex cestista e allenatore di pallacanestro statunitense
- 1964 - Vladislav Surkov, imprenditore e politico russo
- 1965 - Frédéric Beigbeder, scrittore e critico letterario francese
- 1965 - Alexandra Cassavetes, attrice, regista e sceneggiatrice statunitense
- 1965 - Belinda Cordwell, ex tennista neozelandese
- 1965 - Fabio Cucchi, allenatore di calcio e ex calciatore italiano
- 1965 - Lars Eriksson, ex calciatore svedese
- 1965 - Steve Franks, regista, sceneggiatore e produttore cinematografico statunitense
- 1965 - Thierry Gerbier, biatleta francese († 2013)
- 1965 - Markus Großkopf, bassista tedesco
- 1965 - Cheryl Hines, attrice statunitense
- 1965 - Pramila Jayapal, politica e attivista statunitense
- 1965 - Settimio Lucci, dirigente sportivo, allenatore di calcio e ex calciatore italiano
- 1965 - Shayne Philpott, rugbista a 15 neozelandese († 2024)
- 1965 - József Váradi, manager ungherese
- 1965 - David Wenham, attore australiano
- 1965 - Robert Zelčić, scacchista croato
- 1966 - Rinat Achmetov, imprenditore e dirigente sportivo ucraino
- 1966 - Nêçîrvan Barzanî, politico curdo
- 1966 - Sjarhej Chamenka, politico e generale bielorusso
- 1966 - Mirella Cristina, politica italiana
- 1966 - Kerrin Lee-Gartner, ex sciatrice alpina canadese
- 1966 - Bill Leeb, musicista austriaco
- 1966 - Ingra Lyberato, attrice brasiliana
- 1966 - Militant A, rapper e scrittore italiano
- 1966 - Bruno Mellano, politico italiano
- 1966 - Jean-Pierre Michaël, attore e doppiatore francese
- 1966 - Tab Ramos, allenatore di calcio, ex calciatore e ex giocatore di calcio a 5 uruguaiano
- 1966 - Magnus Ringblom, compositore svedese
- 1967 - Vicky Ford, politica britannica
- 1967 - Fabio Fracas, scrittore, compositore e fisico italiano († 2023)
- 1967 - Luis Armelio García, allenatore di calcio cubano
- 1967 - David Grubbs, musicista e compositore statunitense
- 1967 - Faith Hill, cantante statunitense
- 1967 - Ugo Lisi, politico italiano
- 1967 - Mafalda Minnozzi, cantante italiana
- 1967 - Modesto Molina, ex calciatore boliviano
- 1967 - Werner Perathoner, ex sciatore alpino italiano
- 1967 - Suman Pokhrel, poeta, drammaturgo e traduttore nepalese
- 1967 - César Eduardo Rodríguez, ex calciatore peruviano
- 1967 - Riccardo Serventi Longhi, attore italiano
- 1967 - Ondrej Šmelko, ex calciatore slovacco
- 1968 - Alexīs Alexandrīs, allenatore di calcio e ex calciatore greco
- 1968 - Marta Iacopini, attrice italiana
- 1968 - Ricki Lake, attrice e produttrice televisiva statunitense
- 1968 - Vlado Papić, ex calciatore croato
- 1968 - Larry Stewart, ex cestista statunitense
- 1968 - Lisa Angell, cantante francese
- 1968 - Greg Wells, musicista e produttore discografico canadese
- 1969 - Miguel Asprilla, ex calciatore colombiano
- 1969 - Gerald Berkel, politico olandese
- 1969 - Anto Drobnjak, ex calciatore e dirigente sportivo jugoslavo
- 1969 - Pablo Echarri, attore argentino
- 1969 - Masoud Estili, calciatore e giocatore di calcio a 5 iraniano († 2011)
- 1969 - Randal Hill, ex giocatore di football americano statunitense
- 1969 - Jason Matthews, ex cestista statunitense
- 1969 - Mr., artista e pittore giapponese
- 1969 - Billy Porter, attore e cantante statunitense
- 1969 - Felice Tagliaferri, artista e scultore italiano
- 1969 - Jun Takahashi, designer e stilista giapponese
- 1970 - Rob Benedict, attore statunitense
- 1970 - Stefano Calvagna, attore, sceneggiatore e regista italiano
- 1970 - John Cudia, attore, cantante e attore teatrale statunitense
- 1970 - Melissa Ferrick, cantautrice e musicista statunitense
- 1970 - Matt Grosjean, ex sciatore alpino statunitense
- 1970 - James Lesure, attore statunitense
- 1970 - Armando Matteo, presbitero e teologo italiano
- 1970 - Martin Ostermeier, attore tedesco
- 1970 - Samantha Power, diplomatica e giornalista statunitense
- 1970 - Tomasz Sokołowski, ex calciatore polacco
- 1970 - Steve Vawamas, bassista italiano
- 1971 - Joe Addo, ex calciatore ghanese
- 1971 - Adriano Attus, giornalista, grafico e artista italiano
- 1971 - Giovanni Bonavita, allenatore di calcio e ex calciatore italiano
- 1971 - László Czigler, ex cestista e allenatore di pallacanestro ungherese
- 1971 - Es Devlin, artista, scenografa e costumista britannica
- 1971 - Djair Kaye de Brito, allenatore di calcio e ex calciatore brasiliano
- 1971 - Marco Haber, ex calciatore tedesco
- 1971 - Carolina Izsak, modella venezuelana
- 1971 - Zoran Mirković, allenatore di calcio e ex calciatore serbo
- 1971 - Roberto Muzzi, dirigente sportivo, allenatore di calcio e ex calciatore italiano
- 1971 - Billy Ray, sceneggiatore e regista statunitense
- 1971 - Alfonso Ribeiro, attore, cantante e ballerino statunitense
- 1971 - Fabio Rossitto, allenatore di calcio e ex calciatore italiano
- 1971 - Pavel Rostovcev, ex biatleta russo
- 1971 - Andrea Vascotto, ex calciatore italiano
- 1971 - Luke Wilson, attore statunitense
- 1971 - Iva Karag'ozova, ex biatleta bulgara
- 1972 - Olivia Bonamy, attrice francese
- 1972 - Randolph Childress, allenatore di pallacanestro, dirigente sportivo e ex cestista statunitense
- 1972 - Kevin Downes, attore, sceneggiatore e produttore cinematografico statunitense
- 1972 - Earl Kenneth Fernandes, vescovo cattolico statunitense
- 1972 - Tsuyoshi Furukawa, allenatore di calcio e ex calciatore giapponese
- 1972 - Liam Gallagher, cantautore britannico
- 1972 - Jon Kitna, ex giocatore di football americano statunitense
- 1972 - Hitoshi Morishita, allenatore di calcio e ex calciatore giapponese
- 1972 - David Silveria, musicista e batterista statunitense
- 1972 - Luca Vecchi, politico italiano
- 1973 - Pedro Acevedo, ex calciatore cileno
- 1973 - Mike Anderson, ex giocatore di football americano statunitense
- 1973 - Bettina Belitz, giornalista e scrittrice tedesca
- 1973 - Alex Burgmeier, ex calciatore liechtensteinese
- 1973 - Kevin Carter, ex giocatore di football americano statunitense
- 1973 - Chung I-chuan, ex cestista taiwanese
- 1973 - Max Eberl, dirigente sportivo e ex calciatore tedesco
- 1973 - Christian Frascella, scrittore italiano
- 1973 - Driulis González, judoka cubana
- 1973 - Manuel Gräfe, ex arbitro di calcio tedesco
- 1973 - Filippa Lagerbäck, conduttrice televisiva, showgirl e ex modella svedese
- 1973 - Katrine Moholt, cantante e conduttrice televisiva norvegese
- 1973 - Franky Oviedo, allenatore di calcio e ex calciatore colombiano
- 1973 - Edgars Rinkēvičs, politico lettone
- 1973 - Polla Roux, ex rugbista a 15, allenatore di rugby a 15 e dirigente sportivo sudafricano
- 1973 - Virginia Ruano Pascual, ex tennista spagnola
- 1973 - Oswaldo Sánchez, ex calciatore messicano
- 1974 - Crystal Aikin, cantautrice statunitense
- 1974 - Hossein Behdouj, maratoneta iraniano
- 1974 - Daniel Bogusz, ex calciatore polacco
- 1974 - Aurica Bărăscu, ex canottiera rumena
- 1974 - Ermogenīs Christofī, ex calciatore cipriota
- 1974 - Bryce Drew, ex cestista e allenatore di pallacanestro statunitense
- 1974 - Henning Fritz, ex pallamanista tedesco
- 1974 - Giuliano Giannichedda, allenatore di calcio, dirigente sportivo e ex calciatore italiano
- 1974 - Taral Hicks, attrice e cantante statunitense
- 1974 - Stanley Huang, cantante e attore taiwanese
- 1974 - Daniele Marcassa, conduttore televisivo italiano
- 1974 - Diego Martín, attore spagnolo
- 1974 - Katharine Merry, ex velocista britannica
- 1974 - Andy Todd, ex calciatore inglese
- 1974 - Özgür Özel, politico e farmacista turco
- 1975 - Mustafa Abdelatif, ex giocatore di calcio a 5 egiziano
- 1975 - Mihai Baicu, calciatore rumeno († 2009)
- 1975 - Ronny Deila, allenatore di calcio e ex calciatore norvegese
- 1975 - Barbara Guidolin, politica italiana
- 1975 - Per Thomas Linders, ex pallamanista svedese
- 1975 - Elie Rock Malonga, ex calciatore della Repubblica del Congo
- 1975 - Aleksandr Panov, ex calciatore russo
- 1975 - Nic Pizzolatto, scrittore, sceneggiatore e produttore televisivo statunitense
- 1975 - Massimiliano Presti, ex pattinatore di velocità in-line italiano
- 1975 - Erik Seletto, allenatore di sci alpino e ex sciatore alpino italiano
- 1975 - Vahid Shamsaei, allenatore di calcio a 5 e ex giocatore di calcio a 5 iraniano
- 1975 - Craig Thompson, fumettista statunitense
- 1975 - Fredrik Thorsen, ex calciatore norvegese
- 1975 - Pasquale Tridico, economista e politico italiano
- 1975 - Kaisa Varis, ex sciatrice nordica finlandese
- 1976 - Jimmy Andersson, ex calciatore svedese
- 1976 - Jonas Bjerre, cantante e chitarrista danese
- 1976 - Max Emanuel Cenčić, cantante croato
- 1976 - Shelley Conn, attrice britannica
- 1976 - Carlo Fidanza, politico italiano
- 1976 - Edmilson Filho, attore, comico e ex taekwondoka brasiliano
- 1976 - Jana Kandarr, ex tennista tedesca
- 1976 - Jonas Kolstad, ex calciatore norvegese
- 1976 - Marco Paracchini, regista e saggista italiano
- 1976 - Diego Passoni, conduttore radiofonico, conduttore televisivo e scrittore italiano
- 1976 - Roberto Pedrazzi, ex rugbista a 15 italiano
- 1976 - Jeļena Prokopčuka, mezzofondista e maratoneta lettone
- 1977 - Alessandro Alciato, giornalista e scrittore italiano
- 1977 - Jeff Backus, ex giocatore di football americano statunitense
- 1977 - Jesús Chagoyen, ex cestista spagnolo
- 1977 - Audrey Dana, attrice, sceneggiatrice e regista francese
- 1977 - Francesco De Francesco, ex calciatore italiano
- 1977 - Luigi Gallo, politico italiano
- 1977 - Natalia Gavrilița, economista e politica moldava
- 1977 - Anthony Hayes, attore australiano
- 1977 - Johnny Hazzard, attore pornografico e modello statunitense
- 1977 - Gergely Kiss, pallanuotista ungherese
- 1977 - Murielle Laurent, politica francese
- 1977 - Ying Liang, regista e sceneggiatore cinese
- 1977 - Masoud Mostafa-Jokar, ex lottatore iraniano
- 1977 - Marco Pecorari, allenatore di calcio e ex calciatore italiano
- 1977 - Alessandro da Conceição Pinto, ex calciatore brasiliano
- 1977 - Andre Pärn, ex cestista estone
- 1977 - Jurica Ružić, ex cestista croato
- 1977 - Mat Whitecross, regista inglese
- 1978 - Stefano Barone, chitarrista e compositore italiano
- 1978 - Paulo Costanzo, attore canadese
- 1978 - Doug Howlett, ex rugbista a 15 neozelandese
- 1978 - Alexander Jakhnagiev, giornalista, pittore e scultore bulgaro
- 1978 - Laura Maiztegui, ex hockeista su prato argentina
- 1978 - Silvia Sedonati, ex calciatrice italiana
- 1978 - Jarl André Storbæk, allenatore di calcio e calciatore norvegese
- 1978 - Josh Thomson, artista marziale misto statunitense
- 1978 - Iryna Venediktova, politica e avvocato ucraina
- 1978 - Jamie Wood, ex calciatore britannico
- 1979 - Bradford Anderson, attore statunitense
- 1979 - Sergio Aquino, ex calciatore paraguaiano
- 1979 - Barak Bakhar, allenatore di calcio e ex calciatore israeliano
- 1979 - Martina Beck, ex biatleta tedesca
- 1979 - Francesca Beggio, attrice italiana
- 1979 - Cinzia Bomoll, scrittrice, sceneggiatrice e regista italiana
- 1979 - Richard Dunne, allenatore di calcio e ex calciatore irlandese
- 1979 - Julien François, allenatore di calcio e ex calciatore francese
- 1979 - William Frullani, multiplista e bobbista italiano
- 1979 - Julian Gray, ex calciatore inglese
- 1979 - Keith Lasley, allenatore di calcio e ex calciatore scozzese
- 1979 - Brandi McCain, ex cestista statunitense
- 1979 - Mauricio Salazar, ex calciatore cileno
- 1979 - Rada Vidović, ex cestista montenegrina
- 1980 - Dejan Grabić, allenatore di calcio e ex calciatore sloveno
- 1980 - Anđa Jelavić, ex cestista croata
- 1980 - Kareena Kapoor, attrice indiana
- 1980 - Aleksa Palladino, attrice e cantante statunitense
- 1980 - Autumn Reeser, attrice statunitense
- 1980 - Gerolamo Sacco, cantautore, compositore e produttore discografico italiano
- 1980 - Tomas Scheckter, pilota automobilistico sudafricano
- 1980 - Tewodros Shiferaw, ex siepista e ex mezzofondista etiope
- 1980 - Mortan úr Hørg, ex calciatore faroese
- 1981 - Katarzyna Biel, ex pallavolista polacca
- 1981 - Cex, compositore e disc jockey statunitense
- 1981 - Han Xue, ex nuotatrice cinese
- 1981 - Jerrika Hinton, attrice statunitense
- 1981 - Phoenix Marie, attrice pornografica statunitense
- 1981 - Pak Chol-min, judoka nordcoreano
- 1981 - Luciano Pereyra, cantante argentino
- 1981 - Stefano Reale, golfista italiano
- 1981 - Scott Rice, giocatore di baseball statunitense
- 1981 - Nicole Richie, attrice, stilista e scrittrice statunitense
- 1981 - Simone Rizzato, ex calciatore italiano
- 1981 - Sarah Whatmore, cantautrice britannica
- 1981 - Roger Wilson, rugbista a 15 britannico
- 1981 - Josef Wladyka, regista e produttore cinematografico statunitense
- 1981 - Shereka Wright, ex cestista e allenatrice di pallacanestro statunitense
- 1982 - Seamus Boxley, ex cestista statunitense
- 1982 - Luiz Eduardo Santana Brito, ex calciatore brasiliano
- 1982 - Waldemar Buda, politico polacco
- 1982 - Greg Burke, ex giocatore di baseball statunitense
- 1982 - Daniele Degano, allenatore di calcio e ex calciatore italiano
- 1982 - Roberto Di Maio, ex calciatore italiano
- 1982 - Felisberto Sebastião de Graça Amaral, ex calciatore angolano
- 1982 - Marat Izmajlov, ex calciatore russo
- 1982 - Daniel Kass, snowboarder statunitense
- 1982 - Marco Navas, ex calciatore spagnolo
- 1982 - Jonathan McKain, ex calciatore australiano
- 1982 - Reza Norouzi, ex calciatore iraniano
- 1982 - Dominic Perrottet, politico australiano
- 1982 - Rade Petrović, ex calciatore montenegrino
- 1982 - Łukasz Sapela, ex calciatore polacco
- 1982 - Elise Schaap, attrice olandese
- 1982 - Abdullah Waleed Sharbatly, cavaliere saudita
- 1982 - Travis Pita Sinapati, allenatore di calcio e ex calciatore samoano americano
- 1982 - Jón Stefánsson, ex cestista islandese
- 1982 - Tommaso Tagliaferri, ex snowboarder italiano
- 1982 - Chrīstos Tapoutos, ex cestista greco
- 1982 - Rowan Vine, ex calciatore inglese
- 1982 - Rudy Youngblood, attore, musicista e ballerino statunitense
- 1983 - Ndiss Kaba Badji, ex lunghista e triplista senegalese
- 1983 - Stipe Buljan, ex calciatore croato
- 1983 - Fernando Cavenaghi, ex calciatore argentino
- 1983 - Maggie Grace, attrice statunitense
- 1983 - Scott Evans, attore statunitense
- 1983 - Anna Favella, attrice italiana
- 1983 - Rudy Galli, ex snowboarder italiano
- 1983 - Jo Harman, cantautrice britannica
- 1983 - Cristian Hidalgo, ex calciatore spagnolo
- 1983 - Greg Jennings, ex giocatore di football americano statunitense
- 1983 - Rafael Marques Pinto, ex calciatore brasiliano
- 1983 - Joseph Mazzello, attore statunitense
- 1983 - Anna Meares, ex pistard australiana
- 1983 - Domien Michiels, cavaliere belga
- 1983 - Éder Monteiro Fernandes, ex calciatore brasiliano
- 1983 - Reggie Nelson, giocatore di football americano statunitense
- 1983 - Alexandre Pittin, ex sciatore alpino francese
- 1983 - Wagner Diniz, ex calciatore brasiliano
- 1984 - Hassan Al Mosawi, calciatore bahreinita
- 1984 - Francesca Bonomo, politica italiana
- 1984 - Dwayne Bowe, giocatore di football americano statunitense
- 1984 - Jason Citron, informatico, programmatore e imprenditore statunitense
- 1984 - Rinaldo Cruzado, ex calciatore peruviano
- 1984 - Derek Hagan, giocatore di football americano statunitense
- 1984 - Ahna O'Reilly, attrice statunitense
- 1984 - Valerio Rizzo, pallanuotista italiano
- 1984 - Alessandro Rugnone, attore italiano
- 1984 - Inna Sovsun, politica ucraina
- 1984 - Naoki Sugai, ex calciatore giapponese
- 1984 - Lemponye Tshireletso, calciatore botswano
- 1984 - Wale, rapper statunitense
- 1984 - Benjamin Wildman-Tobriner, nuotatore statunitense
- 1985 - Carolina Bang, attrice spagnola
- 1985 - Jérémy Basquaise, giocatore di beach soccer francese
- 1985 - Magno Batista da Silva, ex calciatore brasiliano
- 1985 - Anita Carrozzi, calciatrice italiana
- 1985 - Justin Chapman, attore e giornalista statunitense
- 1985 - Ivan Čvorović, ex calciatore serbo
- 1985 - Nunzio Di Roberto, ex calciatore italiano
- 1985 - Pedro Geromel, ex calciatore brasiliano
- 1985 - Robert Hoffman, attore, ballerino e coreografo statunitense
- 1985 - Branislav Jovanović, ex calciatore serbo
- 1985 - Jean-Louis Leca, ex calciatore francese
- 1985 - Jamal Mirzaei, lottatore iraniano
- 1985 - Łukasz Piątek, ex calciatore polacco
- 1985 - Jason St Juste, calciatore nevisiano
- 1985 - Quintino, disc jockey e produttore discografico olandese
- 1985 - Caroline Wennergren, cantante svedese
- 1985 - Pāvels Šteinbors, calciatore lettone
- 1986 - Roxana Cogianu, canottiera rumena
- 1986 - Darnell Harris, ex cestista statunitense
- 1986 - Walter Hodge, cestista portoricano
- 1986 - Mark Howard, calciatore inglese
- 1986 - Atlee, regista e sceneggiatore indiano
- 1986 - Roberto Santamaria, rugbista a 15 e allenatore di rugby a 15 italiano
- 1986 - George Simion, attivista e politico rumeno
- 1986 - Lindsey Stirling, violinista, compositrice e ballerina statunitense
- 1986 - Kanjana Sungngoen, calciatrice thailandese
- 1986 - Marinaldo Cícero da Silva, ex calciatore brasiliano
- 1987 - Andrè, cantautore, compositore e produttore discografico italiano
- 1987 - Chen Yina, pallavolista cinese
- 1987 - Jimmy Clausen, giocatore di football americano statunitense
- 1987 - Marcelo Estigarribia, calciatore paraguaiano
- 1987 - Vittorio Ferraresi, politico italiano
- 1987 - Ryan Guzman, attore e modello statunitense
- 1987 - Femke Heemskerk, ex nuotatrice olandese
- 1987 - Andrea Oldani, doppiatore italiano
- 1987 - Ashley Paris, ex cestista statunitense
- 1987 - Courtney Paris, ex cestista e allenatrice di pallacanestro statunitense
- 1987 - Michał Pazdan, calciatore polacco
- 1987 - Atefeh Sahaaleh, iraniana († 2004)
- 1987 - Brytni Sarpy, attrice statunitense
- 1987 - Daniel García Rodríguez, ex calciatore spagnolo
- 1987 - Dalibor Veselinović, ex calciatore serbo
- 1987 - Ivelisse Vélez, wrestler portoricana
- 1987 - Cláudia da Silva, pallavolista brasiliana
- 1988 - Doug Baldwin, ex giocatore di football americano statunitense
- 1988 - Jacob Barsøe, canottiere danese
- 1988 - Bilawal Bhutto Zardari, politico pakistano
- 1988 - Darren Dennehy, calciatore irlandese
- 1988 - Laurence Ekperigin, cestista statunitense
- 1988 - Maxime François, lottatore francese
- 1988 - Yazalde Gomes Pinto, ex calciatore portoghese
- 1988 - Justinas Jarutis, cantante e musicista lituano
- 1988 - Luan Michel de Louzã, calciatore brasiliano
- 1988 - Kelcie McCray, giocatore di football americano statunitense
- 1988 - Kentarō Moriya, ex calciatore giapponese
- 1988 - Sebastian Mwansa, calciatore zambiano
- 1988 - Lester Prosper, cestista anglo-verginiano
- 1988 - Evan Rodriguez, ex giocatore di football americano statunitense
- 1988 - Hugo Ruiz, pugile messicano
- 1988 - Lukáš Trefil, canoista ceco
- 1988 - Martez Wilson, giocatore di football americano statunitense
- 1989 - Philip Barreiro, lottatore canadese
- 1989 - Thomas Barreiro, lottatore canadese
- 1989 - Eleonora Buiatti, ex calciatrice italiana
- 1989 - Jason Derulo, cantautore e ballerino statunitense
- 1989 - Anisleidy Galindo, cestista cubana
- 1989 - Manny Harris, cestista statunitense
- 1989 - Michael Harvey, taekwondoka britannico
- 1989 - Jaiquawn Jarrett, giocatore di football americano statunitense
- 1989 - Ousmane Kanté, calciatore francese
- 1989 - Daniel Keita-Ruel, calciatore francese
- 1989 - Wendell Lewis, cestista statunitense
- 1989 - Bruno Márquez, ex giocatore di football americano messicano
- 1989 - Altankhuyagiin Mörön, calciatore mongolo
- 1989 - Svetlana Romašina, sincronetta russa
- 1989 - Ivy Shao, attrice e cantante taiwanese
- 1989 - Fabian Thülig, ex cestista tedesco
- 1989 - Małgorzata Wojtyra, ex pistard polacca
- 1990 - Al-Farouq Aminu, ex cestista nigeriano
- 1990 - Danny Batth, calciatore inglese
- 1990 - Rob Cross, giocatore di freccette inglese
- 1990 - Catalina Escobar, ginnasta colombiana
- 1990 - Mickaël Firmin, ex calciatore francese
- 1990 - Matías Fissore, calciatore argentino
- 1990 - Colby Granstrom, ex sciatore alpino statunitense
- 1990 - Joséphine Jacques-André-Coquin, schermitrice francese
- 1990 - Arianne Jones, slittinista canadese
- 1990 - Anastasios Karamanos, calciatore greco
- 1990 - Josip Kvesić, calciatore bosniaco
- 1990 - Momčilo Mrkaić, calciatore bosniaco
- 1990 - Florent Ramseier, cestista francese
- 1990 - Allison Scagliotti-Smith, attrice statunitense
- 1990 - Christian Serratos, attrice e modella statunitense
- 1990 - Steven Terrell, giocatore di football americano statunitense
- 1990 - David Wear, ex cestista statunitense
- 1990 - Travis Wear, ex cestista statunitense
- 1990 - Yao Jie, astista cinese
- 1991 - Ingrid Andress, cantante statunitense
- 1991 - Vladislav Antonov, slittinista russo
- 1991 - Jonathan Arledge, cestista statunitense
- 1991 - Baatarsükhiin Chinzorig, pugile mongolo
- 1991 - Matt Elam, giocatore di football americano statunitense
- 1991 - Lara Grangeon, nuotatrice francese
- 1991 - Gergely Gyurta, ex nuotatore ungherese
- 1991 - Miah-Marie Langlois, ex cestista canadese
- 1991 - Lukian Araújo de Almeida, calciatore brasiliano
- 1991 - Stepan Marjanjan, lottatore russo
- 1991 - Carlos Martínez, giocatore di baseball dominicano
- 1991 - Alassane Meité, cestista ivoriano († 2017)
- 1991 - Daniele Ragatzu, calciatore italiano
- 1991 - Joan Thiele, cantautrice italiana
- 1991 - Elena Vallortigara, altista italiana
- 1992 - Alireza Beiranvand, calciatore iraniano
- 1992 - Roman Buess, calciatore svizzero
- 1992 - Ludovico Carminati, ex pallavolista italiano
- 1992 - Dīmītrīs Chatzīīsaias, calciatore greco
- 1992 - Slow J, rapper e produttore discografico portoghese
- 1992 - Lucian Dumitriu, calciatore rumeno
- 1992 - Lucas Englander, attore austriaco
- 1992 - Jacek Góralski, calciatore polacco
- 1992 - Treyvon Hester, giocatore di football americano statunitense
- 1992 - Aleksander Aamodt Kilde, sciatore alpino norvegese
- 1992 - Chen, cantante sudcoreano
- 1992 - Souleymane Koanda, calciatore burkinabé
- 1992 - Devyn Marble, cestista statunitense
- 1992 - Kabange Mupopo, velocista e calciatrice zambiana
- 1992 - Marija Muzyčuk, scacchista ucraina
- 1992 - Arlissa, cantautrice britannica
- 1992 - Johan Sundström, hockeista su ghiaccio svedese
- 1992 - Matías Tellechea, calciatore uruguaiano
- 1992 - Eirik Ulland Andersen, calciatore norvegese
- 1993 - Halli Amaro, pallavolista statunitense
- 1993 - Graham Burke, calciatore irlandese
- 1993 - Morgan Fox, calciatore gallese
- 1993 - Simone Ganz, calciatore italiano
- 1993 - Kirsty Gilmour, giocatrice di badminton britannica
- 1993 - Facundo Isa, rugbista a 15 argentino
- 1993 - Kwon Mina, attrice sudcoreana
- 1993 - Laura Neiva, attrice e modella brasiliana
- 1993 - Pak Hyon-il, calciatore nordcoreano
- 1993 - Zaine Pierre, ex calciatore santaluciano
- 1993 - Egor Potapov, calciatore russo
- 1993 - Elisabetta Preziosa, allenatrice di ginnastica e ex ginnasta italiana
- 1993 - Ante Rebić, calciatore croato
- 1993 - Aliocha Schneider, attore e cantante francese
- 1993 - Akani Simbine, velocista sudafricano
- 1993 - Lamine Traoré, calciatore maliano
- 1994 - Elena Andrieș, sollevatrice rumena
- 1994 - Georgia Baker, pistard e ciclista su strada australiana
- 1994 - Davide Ballerini, ciclista su strada italiano
- 1994 - Lorenzo Bilotti, bobbista e velocista italiano
- 1994 - Nicolas Chabot, allenatore di calcio francese
- 1994 - John Franklin III, giocatore di football americano statunitense
- 1994 - Hideki Ishige, calciatore giapponese
- 1994 - Torben Johannesen, canottiere tedesco
- 1994 - Maé-Bérénice Méité, pattinatrice artistica su ghiaccio francese
- 1994 - Fumi Nikaidō, attrice e modella giapponese
- 1994 - Benjamin Proud, nuotatore britannico
- 1994 - Demarcus Robinson, giocatore di football americano statunitense
- 1994 - Robin Sid, calciatore finlandese
- 1995 - Devan Burrell, giocatore di football americano statunitense
- 1995 - Bruno Caboclo, cestista brasiliano
- 1995 - Diego Jara Rodrigues, calciatore brasiliano
- 1995 - Kristine Froseth, modella e attrice norvegese
- 1995 - Neveal Hackshaw, calciatore trinidadiano
- 1995 - Jorginho, calciatore guineense
- 1995 - Benedetta Mambelli, pallavolista italiana
- 1995 - Katie McCabe, calciatrice irlandese
- 1995 - Romario Moise, calciatore rumeno
- 1995 - Roland Niczuly, calciatore rumeno
- 1995 - Tai Odiase, cestista statunitense
- 1995 - Wyatt Omsberg, calciatore statunitense
- 1995 - Shahar Piven, calciatore israeliano
- 1995 - Emily Tuttosi, rugbista a 15 canadese
- 1996 - Shakhram Akhadov, judoka uzbeko
- 1996 - Shizz Alston, cestista statunitense
- 1996 - Denzel Andersson, cestista svedese
- 1996 - Catarina Costa, judoka portoghese
- 1996 - Shaquille Dutard, calciatore francese
- 1996 - Yoel Finol, pugile venezuelano
- 1996 - Thilo Kehrer, calciatore tedesco
- 1996 - Leandro Alves de Carvalho, calciatore brasiliano
- 1996 - Andrija Novakovich, calciatore statunitense
- 1996 - James Proche, giocatore di football americano statunitense
- 1996 - Eric Ramírez, calciatore argentino
- 1996 - Jonas Schenderlein, giocatore di football americano tedesco
- 1996 - Francesco Tahiraj, calciatore albanese
- 1997 - Akeem Davis-Gaither, giocatore di football americano statunitense
- 1997 - Viktorija Georgieva, cantante bulgara
- 1997 - Clovis Roca, calciatore boliviano
- 1997 - Jhon Arias, calciatore colombiano
- 1997 - Dexter Xuereb, calciatore maltese
- 1998 - Óscar Casas, attore spagnolo
- 1998 - Thatayaone Ditlhokwe, calciatore botswano
- 1998 - José García, calciatore honduregno
- 1998 - Alexander Hall, sciatore freestyle statunitense
- 1998 - Douglas López, calciatore costaricano
- 1998 - Tadej Pogačar, ciclista su strada sloveno
- 1998 - Kiko Pomares, calciatore spagnolo
- 1998 - Oscar da Silva, cestista tedesco
- 1998 - Daniel Sosah, calciatore ghanese
- 1998 - Ana Tadić, cestista serba
- 1998 - Ike Ugbo, calciatore canadese
- 1999 - Aker Al Obaidi, lottatore iracheno
- 1999 - Claudia Bunge, calciatrice neozelandese
- 1999 - Andrew Funk, cestista statunitense
- 1999 - Amber van der Hulst, pistard e ciclista su strada olandese
- 1999 - Bodie Hume, cestista statunitense
- 1999 - Alexander Isak, calciatore svedese
- 1999 - Lara Marti, calciatrice svizzera
- 1999 - Lizzy McAlpine, cantautrice statunitense
- 1999 - Will McDonald, attore australiano
- 1999 - Paulinho, calciatore portoghese
- 1999 - Christophe Torrent, sciatore alpino svizzero
- 1999 - Kye Whyte, ciclista di BMX britannico
- 2000 - Christian Benford, giocatore di football americano statunitense
- 2000 - Tish, cantautrice italiana
- 2000 - Tess Coady, snowboarder australiana
- 2000 - Marco De Tullio, nuotatore italiano
- 2000 - Florian Lipowitz, ciclista su strada tedesco
- 2000 - Giacomo Manzari, calciatore italiano
- 2000 - Carlos Olses, calciatore venezuelano
- 2000 - Justinas Ramanauskas, cestista lituano
- 2000 - Leandro Ramos, giavellottista portoghese
- 2000 - Marcus Sasser, cestista statunitense
- 2000 - Tibor Slebodník, calciatore slovacco
- 2000 - Martin Šlogar, calciatore croato
- 2000 - Katriina Talaslahti, calciatrice finlandese
- 2000 - Hinako Tomitaka, sciatrice freestyle giapponese
- 2000 - Fabio Van Den Bossche, ciclista su strada e pistard belga
- 2000 - Shkelqim Vladi, calciatore kosovaro

## XXI secolo(25)
- 2001 - Marcos Benítez, calciatore argentino
- 2001 - Gustavo Caballero, calciatore paraguaiano
- 2001 - Aleksandar Ćirković, calciatore serbo
- 2001 - Henry Lawrence, calciatore inglese
- 2001 - Delphine Nkansa, velocista belga
- 2001 - Itsuki Someno, calciatore giapponese
- 2001 - Adrian Ugelvik, calciatore norvegese
- 2002 - Leandro Brey, calciatore argentino
- 2002 - Håvard Bentdal Ingvaldsen, velocista norvegese
- 2002 - Anja Oplotnik, sciatrice alpina slovena
- 2002 - Ridwan Sanusi, calciatore nigeriano
- 2002 - Sandro Zurbrügg, sciatore alpino svizzero
- 2003 - Kobe Bufkin, cestista statunitense
- 2003 - Luca De Tullio, nuotatore italiano
- 2003 - Merhawi Mebrahtu, mezzofondista eritreo
- 2003 - Andrej Đurić, calciatore serbo
- 2004 - Mylan Benjamin, calciatore montserratiano
- 2004 - Theo Bergvall, calciatore svedese
- 2004 - Shōko Miyata, ginnasta giapponese
- 2004 - Nico Pino, pilota automobilistico cileno
- 2005 - Renzo Machado, calciatore uruguaiano
- 2005 - Erza Muqoli, cantante francese
- 2005 - Alisson Santana, calciatore brasiliano
- 2005 - Jordan Yang, giocatore di badminton australiano
- 2006 - Gonzalo Petit, calciatore uruguaiano